# Чакар, Соян Сотпаевич
Соян Сотпаевич Чакар (1928—1987) — деятель советских правоохранительных органов, генерал-майор. Депутат Верховного Совета Тувинской АССР (1965—1980). Министр внутренних дел Тувинской АССР (1965—1980).

## Биография
Родился 1 марта 1928 года в селении Бомбей Тувинской народной республики, в семье животноводов.
С 1944 года в период Великой Отечественной войны, в возрасте шестнадцати лет, С. С. Чакар начал свою трудовую деятельность в качестве бухгалтера Эрзинской районной конторы. С 1948 по 1949 год обучался в Партийной школе Тувинской АССР. С 1949 по 1950 годы работал секретарём Эрзинского районного комитета комсомола.
С 1950 по 1954 годы проходил действительную военную службу в рядах Советской армии, служил заместителем командира взвода в составе 157-й отдельной мотострелковой роты 1-й Дальневосточной армии. С 1954 года после демобилизации из рядов Советской армии, с 1954 по 1957 годы проходил переобучение в Партийной школе Тувинской АССР. С 1957 по 1960 годы работал в должности — заведующего сектором учёта кадров Тувинского областного комитета КПСС.
С 1960 по 1961 год был первым секретарём Чаа-Хольского районного комитета КПСС. С 1962 по 1965 годы работал — председателем и секретарём партийного комитета Улуг-Хемского районного исполнительного комитета Совета депутатов трудящихся.
С 1965 по 1980 годы в течение пятнадцати лет, С. С. Чакар занимал должность — министра охраны общественного порядка — внутренних дел Тувинской АССР. 3 ноября 1976 года Постановлением Совета министров СССР С. С. Чакару было присвоено звание генерал-майора внутренней службы. За период работы в должности министра Тувинской АССР Указом Президиума Верховного Совета СССР, С. С. Чакар был награждён орденами Трудового Красного Знамени и Красной Звезды.
Помимо основной деятельностью С. С. Чакар занимался и общественно-политической работой, с 1965 по 1980 годы избирался депутатом Верховного Совета Тувинской АССР  1—5 созывов.
Скончался 23 июня 1987 года в городе Кызыле Тувинской АССР.

## Награды
- Орден Трудового Красного Знамени
- Орден Красной Звезды
- Медаль «За трудовую доблесть»

## Память
- 25 февраля 2016 года Эрзинской средней общеобразовательной школе Эрзинского района было присвоено имя С. С. Чакара[1]

## Семья
- Дочь Рита Сояновна Чакар — судья Верховного Суда Российской Федерации[5]